# Borgo (Alta Córsega)
Borgo é uma comuna francesa na região administrativa de Córsega, no departamento da Alta Córsega. Estende-se por uma área de 37,78 km². 